# Benetutti
Benetutti är en ort och kommun i provinsen Sassari i regionen Sardinien i Italien. Kommunen hade 1 819 invånare (2017).